# Gabriele Minì
Gabriele Minì (Palermo, 2005. március 20.–) olasz autóversenyző, 2023 februárjától az Alpine versenyzői akadémia tagja.

## Pályafutása

### Gokart
Karrierjét 2012-ben kezdte meg gokartozással. 2016-ban és 2017-ben megnyerte az olasz-gokart-bajnokság 60 Mini kategóriáját. A WSK Super Master Series 60 Mini és OKJ kategóriáját is megnyerte, majd utolsó évében, 2019-ben a Gokart-Európa-bajnokság második helyezettje volt.

### Formula–4
A 2020-as évet a Prema Powerteam csapatával teljesítette az Olasz Formula–4-bajnokságban. Győzelmeinek és dobogós helyezéseinek köszönhetően sikerült megszereznie a bajnoki címet. Az ADAC Formula–4-bajnokság két versenyhétvégéjén is részt vett.

### Formula–3
2021-ben a Formula Regionális Európa-bajnokság mezőnyének tagja lett az ART Grand Prix alakulatával. Több alkalommal is dobogós helyen végzett a szezon során, továbbá a versenyek jelentős részén sikerült pontot szereznie. A bajnokságot a 7. helyen zárta. A következő szezont a Formula Regionális Ázsia-bajnokságban kezdte meg. 130 pontot gyűjtött össze, ami a 4. hely megszerzéséhez volt elegendő. A Formula Regionális Európa-bajnokságban a második helyen végzett.

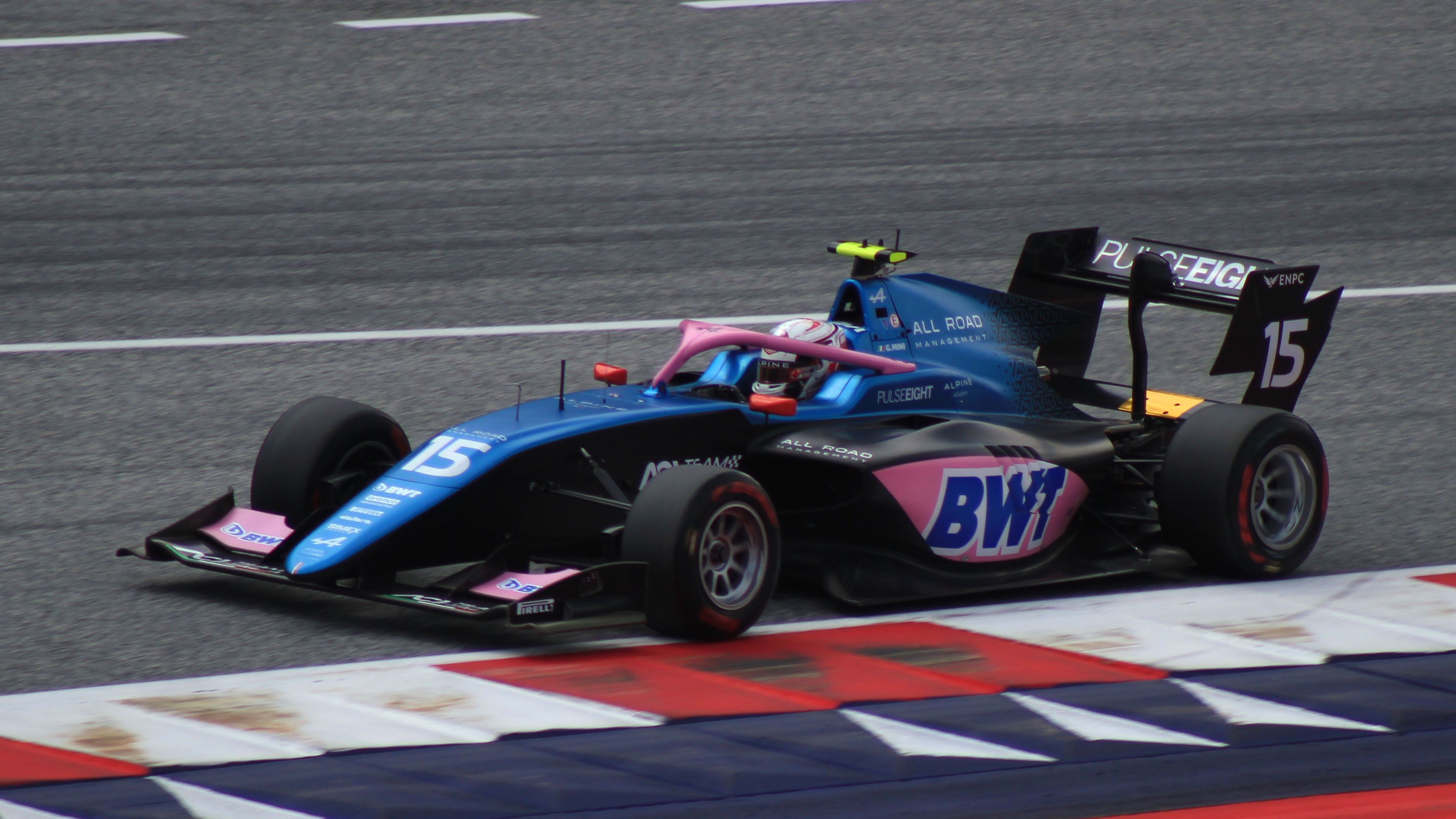
Minì a 2023-as osztrák nagydíjon.

Az FIA Formula–3 bajnokság mezőnyéhez 2023-ban csatlakozott a Hitech Pulse-Eight csapatával. 92 pontot összegyűjtve a 7. helyet szerezte meg.
A következő szezonra visszatért korábbi csapatához, az egyik legerősebb Prema Racinghez. Továbbra is megmaradt a kiegyensúlyozott teljesítménye, az ausztráliai Melbourne-ben szerezte meg első dobogóját. Monacóban, 2023-hoz hasonlóan újra pole-pozíciót, majd rajt-cél győzelmet aratott. Silverstone-ban a mezőny közepéről felzárkózva ért be másodikként a fő versenyen Arvid Lindblad mögött. Az évad utolsó fordulójára, Monzára egyike volt annak a négy pilótának, aki esélyes a bajnoki címre, Leonardo Fornaroli, Luke Browning és Arvid Lindblad mellett. A fő verseny utolsó körében a 2. helyen haladt, amivel bajnoki címet szerzett volna, azonban a 6. helyen érkező Fornaroli az utolsó kanyarban megelőzte Christian Mansellt, aminek következtében ő lett a bajnok. A futamot követően Minì-t kizárták technikai szabálysértés miatt. Ennek ellenére maradt a 2. helyen a tabellán, 130 ponttal.

### Formula–2
Két héttel a Formula–3 szezonzáróját követően lehetőséget kapott a Premától Bakuban az FIA Formula–2 bajnokságban, Oliver Bearman helyett, aki a Formula–1-ben helyettesítette Kevin Magnussent a Haas csapatánál. A sprintversenyben a 3. helyen végzett, annak ellenére, hogy a verseny egy részében az élen állt és korán megelőzte Christian Mansellt. A fő versenyen kiesett, de néhány körrel a vége előtt még pontszerző helyen állt.
A 2025-ös szezonra teljes évre a Prema versenyzője lett, csapattársa Sebastián Montoya.

## Eredményei

### Karrier összefoglaló
| Év   | Bajnokság                                | Csapat             | Verseny | Győzelem | Pole | Leggyorsabb kör | Dobogó | Pont | Helyezés |
| ---- | ---------------------------------------- | ------------------ | ------- | -------- | ---- | --------------- | ------ | ---- | -------- |
| 2020 | Olasz Formula–4-bajnokság                | Prema Powerteam    | 20      | 4        | 9    | 2               | 12     | 284  | 1.       |
| 2020 | ADAC Formula–4-bajnokság                 | Prema Powerteam    | 6       | 1        | 2    | 2               | 4      | 82   | 10.      |
| 2021 | Formula Regionális Európa-bajnokság      | ART Grand Prix     | 20      | 0        | 0    | 0               | 4      | 122  | 7.       |
| 2022 | Formula Regionális Ázsia-bajnokság       | Hitech Grand Prix  | 12      | 2        | 1    | 1               | 4      | 130  | 4.       |
| 2022 | Formula Regionális Európa-bajnokság      | ART Grand Prix     | 20      | 3        | 3    | 5               | 9      | 242  | 2.       |
| 2023 | Formula Regionális Közel-Kelet-bajnokság | Hitech Grand Prix  | 6       | 0        | 1    | 0               | 0      | 10   | 22.      |
| 2023 | Formula–3                                | Hitech Pulse-Eight | 18      | 2        | 2    | 1               | 4      | 92   | 7.       |
| 2024 | Formula–3                                | Prema Racing       | 20      | 1        | 1    | 1               | 5      | 130  | 2.       |
| 2024 | Formula–2                                | Prema Racing       | 2       | 0        | 0    | 0               | 1      | 6    | 27.      |
| 2025 | Formula–2                                | Prema Racing       | 0       | 0        | 0    | 0               | 0      | 0    | HN*      |

* A szezon jelenleg is zajlik.
‡ Mivel Martins vendégpilóta volt, ezért nem részesült bajnoki pontokban.

### Teljes Olasz Formula–4-bajnokság eredménysorozata
(Táblázat értelmezése)

(Félkövér: pole-pozícióból indult; dőlt: leggyorsabb kört futott) 

| Év   | Csapat          | 1     | 2       | 3       | 4        | 5        | 6        | 7       | 8       | 9       | 10      | 11    | 12      | 13       | 14    | 15       | 16     | 17     | 18       | 19      | 20      | 21    | Helyezés | Pont |
| ---- | --------------- | ----- | ------- | ------- | -------- | -------- | -------- | ------- | ------- | ------- | ------- | ----- | ------- | -------- | ----- | -------- | ------ | ------ | -------- | ------- | ------- | ----- | -------- | ---- |
| 2020 | Prema Powerteam | MIS 1 | MIS 2 4 | MIS 3 2 | IMO1 1 7 | IMO1 2 5 | IMO1 3 4 | RBR 1 2 | RBR 2 3 | RBR 3 1 | MUG 1 4 | MUG 2 | MUG 3 1 | MNZ 1 10 | MNZ 2 | MNZ 3 Ki | IMO2 1 | IMO2 2 | IMO2 3 2 | VLL 1 7 | VLL 2 T | VLL 3 | 1.       | 284  |

### Teljes Formula Regionális Európa-bajnokság eredménysorozata
(Táblázat értelmezése)

(Félkövér: pole-pozícióból indult; dőlt: leggyorsabb kört futott) 

| Év   | Csapat         | 1        | 2       | 3        | 4       | 5        | 6        | 7       | 8        | 9       | 10      | 11      | 12      | 13        | 14       | 15       | 16       | 17      | 18       | 19       | 20      | Helyezés | Pont |
| ---- | -------------- | -------- | ------- | -------- | ------- | -------- | -------- | ------- | -------- | ------- | ------- | ------- | ------- | --------- | -------- | -------- | -------- | ------- | -------- | -------- | ------- | -------- | ---- |
| 2021 | ART Grand Prix | IMO 1 11 | IMO 2 6 | CAT 1 2  | CAT 2 5 | MCO 1 10 | MCO 2 10 | LEC 1 3 | LEC 2 Ki | ZAN 1 2 | ZAN 2 3 | SPA 1 6 | SPA 2 4 | RBR 1 11  | RBR 2 12 | VAL 1 14 | VAL 2 10 | MUG 1 9 | MUG 2 Ki | MNZ 1 Ki | MNZ 2 5 | 7.       | 122  |
| 2022 | ART Grand Prix | MNZ 1 15 | MNZ 2 3 | IMO 1 28 | IMO 2 1 | MCO 1 4  | MCO 2 3  | LEC 1 5 | LEC 2 1  | ZAN 1 3 | ZAN 2   | HUN 1 2 | HUN 2   | SPA 1 Kiz | SPA 2 6  | RBR 1 7  | RBR 2 4  | CAT 1 5 | CAT 2 7  | MUG 1 Ki | MUG 2 1 | 2.       | 242  |

### Teljes Formula Regionális Ázsia-bajnokság eredménysorozata
(Táblázat értelmezése)

(Félkövér: pole-pozícióból indult; dőlt: leggyorsabb kört futott) 

| Év                                       | Csapat                             | 1                                  | 2                                  | 3                                  | 4                                  | 5                                  | 6                                  | 7                                  | 8                                  | 9                                  | 10                                 | 11                                 | 12                                 | 13                                 | 14                                 | 15                                 | Helyezés                           | Pont                               |
| Formula Regionális Ázsia-bajnokság       | Formula Regionális Ázsia-bajnokság | Formula Regionális Ázsia-bajnokság | Formula Regionális Ázsia-bajnokság | Formula Regionális Ázsia-bajnokság | Formula Regionális Ázsia-bajnokság | Formula Regionális Ázsia-bajnokság | Formula Regionális Ázsia-bajnokság | Formula Regionális Ázsia-bajnokság | Formula Regionális Ázsia-bajnokság | Formula Regionális Ázsia-bajnokság | Formula Regionális Ázsia-bajnokság | Formula Regionális Ázsia-bajnokság | Formula Regionális Ázsia-bajnokság | Formula Regionális Ázsia-bajnokság | Formula Regionális Ázsia-bajnokság | Formula Regionális Ázsia-bajnokság | Formula Regionális Ázsia-bajnokság | Formula Regionális Ázsia-bajnokság |
| ---------------------------------------- | ---------------------------------- | ---------------------------------- | ---------------------------------- | ---------------------------------- | ---------------------------------- | ---------------------------------- | ---------------------------------- | ---------------------------------- | ---------------------------------- | ---------------------------------- | ---------------------------------- | ---------------------------------- | ---------------------------------- | ---------------------------------- | ---------------------------------- | ---------------------------------- | ---------------------------------- | ---------------------------------- |
| 2022                                     | Hitech Grand Prix                  | ABU 1 2                            | ABU 2 Ki                           | ABU 3 1                            | DUB 1 Ki                           | DUB 2 13                           | DUB 3 4                            | DUB 1                              | DUB 2                              | DUB 3                              | DUB 1 5                            | DUB 2 7                            | DUB 3 4                            | ABU 1 8                            | ABU 2 1                            | ABU 3 2                            | 4.                                 | 130                                |
| Formula Regionális Közel-Kelet-bajnokság |                                    |                                    |                                    |                                    |                                    |                                    |                                    |                                    |                                    |                                    |                                    |                                    |                                    |                                    |                                    |                                    |                                    |                                    |
| 2023                                     | Hitech Grand Prix                  | DUB1 1 11                          | DUB1 2 21                          | DUB1 3 5                           | KUW1 1 Ki                          | KUW1 2 Ki                          | KUW1 3 19                          | KUW2 1                             | KUW2 2                             | KUW2 3                             | DUB2 1                             | DUB2 2                             | DUB2 3                             | ABU 1                              | ABU 2                              | ABU 3                              | 22.                                | 10                                 |

### Teljes FIA Formula–3-as eredménysorozata
(Táblázat értelmezése)

(Félkövér: pole-pozícióból indult; dőlt: leggyorsabb kört futott) 

| Év   | Csapat             | 1          | 2         | 3         | 4         | 5          | 6         | 7          | 8          | 9          | 10         | 11        | 12        | 13        | 14         | 15         | 16         | 17        | 18         | 19        | 20          | Helyezés | Pont |
| ---- | ------------------ | ---------- | --------- | --------- | --------- | ---------- | --------- | ---------- | ---------- | ---------- | ---------- | --------- | --------- | --------- | ---------- | ---------- | ---------- | --------- | ---------- | --------- | ----------- | -------- | ---- |
| 2023 | Hitech Pulse-Eight | BHR SPR 17 | BHR FEA 8 | AUS SPR 4 | AUS FEA 3 | MON SPR 11 | MON FEA 1 | ESP SPR 20 | ESP FEA 14 | AUT SPR 2  | AUT FEA Ki | GBR SPR 5 | GBR FEA 7 | HUN SPR 1 | HUN FEA 16 | BEL SPR Ki | BEL FEA Ni | ITA SPR 6 | ITA FEA 19 |           |             | 7.       | 92   |
| 2024 | Prema Racing       | BHR SPR 7  | BHR FEA 6 | AUS SPR 6 | AUS FEA 3 | IMO SPR 6  | IMO FEA 6 | MON SPR 11 | MON FEA 1  | ESP SPR Ki | ESP FEA 21 | AUT SPR 6 | AUT FEA 2 | GBR SPR 6 | GBR FEA 2  | HUN SPR 14 | HUN FEA 11 | BEL SPR 2 | BEL FEA 13 | ITA SPR 9 | ITA FEA Kiz | 2.       | 130  |

### Teljes FIA Formula–2-es eredménysorozata
(Táblázat értelmezése)

(Félkövér: pole-pozícióból indult; dőlt: leggyorsabb kört futott) 

| Év   | Csapat       | 1         | 2         | 3         | 4         | 5         | 6         | 7          | 8          | 9         | 10         | 11         | 12         | 13          | 14         | 15         | 16         | 17        | 18        | 19         | 20         | 21      | 22      | 23        | 24         | 25      | 26      | 27      | 28      | Helyezés | Pont |
| ---- | ------------ | --------- | --------- | --------- | --------- | --------- | --------- | ---------- | ---------- | --------- | ---------- | ---------- | ---------- | ----------- | ---------- | ---------- | ---------- | --------- | --------- | ---------- | ---------- | ------- | ------- | --------- | ---------- | ------- | ------- | ------- | ------- | -------- | ---- |
| 2024 | Prema Racing | BHR SPR   | BHR FEA   | KSA SPR   | KSA FEA   | AUS SPR   | AUS FEA   | IMO SPR    | IMO FEA    | MON SPR   | MON FEA    | ESP SPR    | ESP FEA    | AUT SPR     | AUT FEA    | GBR SPR    | GBR FEA    | HUN SPR   | HUN FEA   | BEL SPR    | BEL FEA    | ITA SPR | ITA FEA | AZE SPR 3 | AZE FEA Ki | QAT SPR | QAT FEA | UAE SPR | UAE FEA | 27.      | 6    |
| 2025 | Prema Racing | AUS SPR 7 | AUS FEA T | BHR SPR 7 | BHR FEA 9 | KSA SPR 6 | KSA FEA 9 | IMO SPR 15 | IMO FEA 18 | MON SPR 2 | MON FEA Ki | ESP SPR Ki | ESP FEA 10 | AUT SPR 14† | AUT FEA Ki | GBR SPR 14 | GBR FEA Ki | BEL SPR 3 | BEL FEA 6 | HUN SPR 14 | HUN FEA 17 | ITA SPR | ITA FEA | AZE SPR   | AZE FEA    | QAT SPR | QAT FEA | UAE SPR | UAE FEA | 12.*     | 35*  |

† A versenyt nem fejezte be, de helyezését értékelték, mert a versenytáv több, mint 90%-át teljesítette.
* A szezon jelenleg is zajlik.